# Суньига, Хосе
Хосе Рауль Суньига Мурильо (исп. José Raúl Zúñiga Murillo; род. 13 июля 1994, Хурадо (Колумбия), Чоко) — колумбийский футболист, нападающий клуба «Америка».

## Клубная карьера
Суньига начал карьеру в мексиканском Потос УАЭМ. 3 августа 2019 года в матче против «Коррекаминос» он дебютировал в Ассенсо MX. В этом же поединке Хосе забил свой первый гол за Потрос УАЭМ. В начале 2020 года Суньига перешёл в «Дорадос де Синалоа». 22 января в матче Кубка Мексики против «Гвадалахары» он дебютировал за новую команду. 31 января в поединке против «Атланте» Хосе забил свой первый гол за «Дорадос де Синалоа».
В начале 2023 года Суньига подписал контракт с «Керетаро». 8 января в матче против столичной «Америки» он дебютировал в мексиканской Примере. 20 февраля в поединке против «Масатлана» Хосе забил свой первый гол за «Керетаро».
В начале 2024 года Суньига перешёл в «Тихуану». 14 января в матче против «Америки» он дебютировал за новую команду. 15 апреля в поединке против «Хуарес» Хосе забил свой первый гол за «Тихуану». Летом 2025 года Суньига подписал контракт со столичной «Америкой». 17 июля в матче против своего бывшего клуба «Тихуаны» он дебютировал за новую команду.